# Lưu biến học
Lưu biến học nghiên cứu về sự chảy của vật chất: chủ yếu là các chất lỏng nhưng cũng  có thể là các chất rắn mềm hoặc chất rắn trong điều kiện chúng bị chảy hơn là biến dạng đàn hồi. Nó áp dụng cho các chất có cấu trúc phức tạp bao gồm bùn, bùn thải, polymer, một số thực phẩm, chất dịch động vật, và các vật liệu sinh học khác. Sự chảy của các chất này không thể chỉ phụ thuộc vào độ nhớt (ở nhiệt độ cố định vì độ nhớt biến đổi còn phụ thuộc vào các yếu tố khác. Ví dụ, độ nhớt của tương cà có thể giảm khi lắc nó, nhưng nước thì không. Kể từ khi Isaac Newton đưa ra khái niệm độ nhớt, thì các nghiên cứu khác nhau về độ nhớt của chất lỏng thường được gọi là Cơ học chất lưu phi Newton.
Thuật ngữ lưu biến học được đặt ra bởi Eugene C. Bingham, giáo sư trường Cao đẳng Lafayette, vào năm 1920 theo đề nghị của một đồng sự là Markus Reiner..
Để đo đạc các đặc điểm ứng xử của vật liệu lưu biến trong phòng thí nghiệm người ta dùng lưu biến kế. Các khía cạnh của lưu biến học liên quan đến ứng xử biến dạng hoặc chảy của các vật liệu và cấu trúc bên trong của nó (như sự định hướng và kéo dài của các phân tử polymer), và ứng xử biến dạng/chảy của các vật liệu không mô tả bằng cơ học chất lưu truyền thống hay đàn hồi.